# María de Lourdes
María de Lourdes Pérez López (Ciudad de México, 30 de diciembre de 1933-Ámsterdam, Países Bajos; 6 de noviembre de 1997) fue una actriz y cantante de música regional mexicana, entre mariachi, ranchera y otros géneros. Fue Embajadora de la Canción Mexicana nombrada por el Consejo Nacional de Turismo. Representó a México en Indonesia (1963), Japón (1964) y Alemania (1970) entre otros países y actuó en visitas oficiales de dignatarios extranjeros a México desde 1961. Impulsó el proyecto de la Casa de la Música Mexicana, institución fundada por Daniel García Blanco en la Ciudad de México y creó el Grupo Impulsor de la Música Representativa de México.

## Biografía

### Primeros años
Nació en la Ciudad de México, tercera hija de Alberto Pérez Beltrán y Emilia López Santoyo. Sobre el año de su nacimiento hay distintas versiones: entre 1933 y 1939. Vivió sus primeros años en la localidad El Zetal, municipio de Actopan, donde su padre trabajó como maestro rural durante la campaña de educación socialista en el sexenio de Lázaro Cárdenas. La familia regresó a la Ciudad de México a principios de los años cuarenta y se instaló en el barrio de Tepito, donde eran vecinos de Flor Silvestre y La Prieta Linda. 
La familia siguió creciendo. Por falta de espacio y recursos, Lourdes fue internada en una escuela de monjas en la Ciudad de México. También vivió un tiempo con un tío en Uriangato, en el Estado de Guanajuato. Finalmente retornó a la Ciudad de México para estudiar una carrera corta de administración, lo cual la habilitó para desempeñarse como secretaria administrativa en una curtiduría.

### Inicio de carrera
María de Lourdes cantaba desde temprana edad, en la escuela y en reuniones familiares. Influenciada por cantantes de la época, desarrolló una preferencia especial por la canción mexicana, que se convirtió en su pasión.  A raíz de su actuación en una fiesta de la empresa, fue invitada a participar en el programa Buscando una Estrella de la radio XEQ. Grabó su primer disco sencillo en 1955 con Discos Columbia de México. Estudió con José Morales y bajo la dirección de Rafael Cardona. Fue invitada a participar en el programa "Así es mi tierra" en la radio XEW creado por Eulalio Ferrer, consagrándose ante el pueblo mexicano. Grabó una serie de discos sencillos con Discos Peerless a mediados de los años cincuenta. El programa "Así es mi tierra" también fue transmitida por televisión y María de Lourdes tuvo pequeños papeles en películas mexicanas. Hacia finales de los años cincuenta María de Lourdes ya era una cantante conocida de radio, cine y televisión.

### Despegue
Alrededor de 1960, a raíz de una presentación en el Varcisity Club en Londres, María de Lourdes fue descubierta por el expresidente Miguel Alemán quien la invitó a cantar en la visita oficial del presidente Sukarno a México. Fue el despegue definitivo de su carrera. En 1961 grabó sus primeros álbumes, tanto en Estados Unidos como en México.
Atendiendo una invitación personal del presidente Sukarno a los Juegos de las Nuevas Fuerzas Emergentes, en noviembre de 1963, María de Lourdes y el Mariachi Vargas de Tecalitlán llevaron a Indonesia un mensaje de amistad del pueblo mexicano con miras a los Juegos Olímpicos de 1968. Fue nombrada "Embajadora de la Canción Mexicana" por Miguel Alemán Valdés quien presidía el Consejo Nacional de Turismo (CONATUR). En 1970 asistió como representante de México al programa Glücksspirale de la televisión Alemana, previo a los Juegos Olímpicos de Múnich, y en 1971 cantó en Tokio ante el Emperador Hirohito.
Sus viajes se hicieron extensivos por diversas naciones de los continentes europeo y asiático, extendiéndose también por Centroamérica y Sudamérica. En 1985 obtuvo una nominación al Premio Grammy al mejor álbum mexicano o texano por su álbum Mujer Importante.

### Otras actividades
Hacia el año 1988, junto con compositores e intérpretes de la canción folklórica de su patria, fundó el Grupo Impulsor de la Música Representativa de México, organización que vino a ser estandarte y apoyo para la canción mexicana y sus exponentes. Participó, junto a otros artistas de la música popular, en la creación de la Casa de la Música Mexicana fundada por el maestro Daniel García Blanco en 1990. 

### Carrera en los Países Bajos
Cantante e invitada predilecta de
príncipe Bernardo de Holanda, esposo de la reina Juliana, fue recibida en numerosas ocasiones en los Países Bajos como huésped distinguida. En 1991, en ocasión del 80 aniversario del príncipe, cantó Las Mañanitas en el Palacio de Soestdijk. La televisión neerlandesa grabó el concierto de María de Lourdes en el Centro Cultural De Rode Hoed en Ámsterdam y lo transmitió. Fue el inicio de una nueva fase en su carrera, con la producción de nuevos álbumes y giras anuales por los Países Bajos. En 1992 estableció contacto con Carolina Voorbergen, quien por aquellos años fungía como presidenta del club de admiradores de María en los Países Bajos y quien tenía una enorme simpatía por la música y tradiciones mexicanas. Con el paso del tiempo sería su madrina, marcando el inicio de la carrera musical de la cantante neerlandesa en el mundo de la canción vernácula, siendo conocida por el nombre artístico de Carolina de Holanda, y convirtiéndose en digna heredera de la tradición mexicana y notable exponente de la canción bravía.

### Fallecimiento
En 1997 y tras haber concluido una extenuante gira por los Países Bajos, la destacada cantante se disponía a regresar a México. Experimentando fuertes malestares, se desplomó en los pasillos del aeropuerto de Ámsterdam y murió a raíz de un ataque cardíaco. A su lado se encontraban su hijo, el cantante Lázaro Ortega, y la cantante Carolina de Holanda. La noticia enlutó al mundo de la canción ranchera y conmocionó al pueblo mexicano y a los Países Bajos. María de Lourdes es considerada una de las máximas intérpretes de la música mexicana, junto a Lucha Reyes, Lola Beltrán, Amalia Mendoza, Lucha Villa y Aída Cuevas.

## Discografía
- 1961, Así es mi tierra
- 1968, Voz de México
- 1973, Es México...
- 1974, Cruz de olvido
- 1974, Anatomía musical

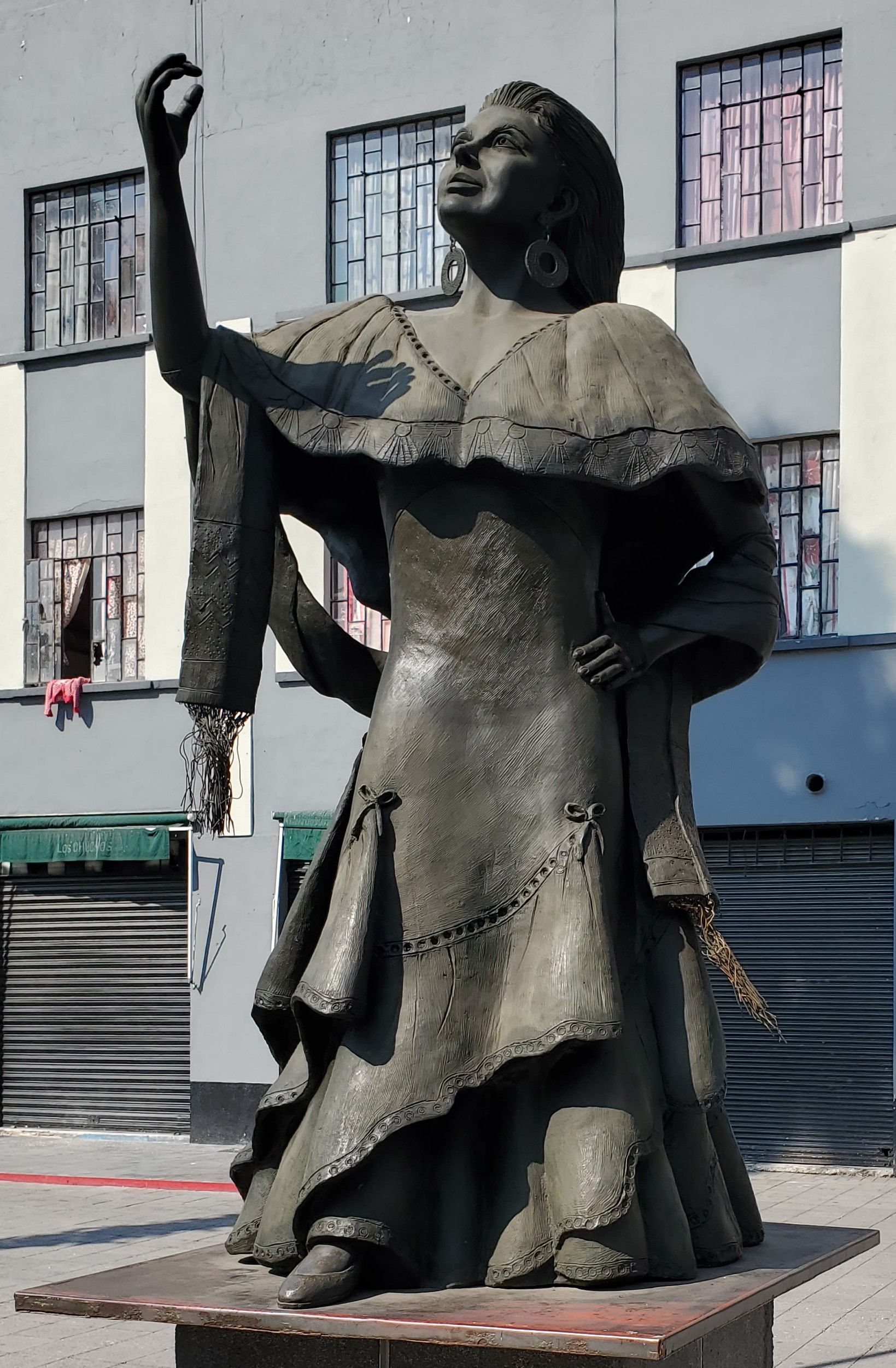
Estatua de María de Lourdes por Ariel de la Peña en el Paseo de las Luminarias en Plaza Garibaldi, México.

- 1975, Nuevas canciones y más éxitos
- 1975, Lo mejor de María de lourdes
- 1976, Música de México
- 1976, Música de México II
- 1976, Música de México III
- 1977, La voz diferente
- 1977, Al estilo de María de Lourdes
- 1977, María de Lourdes
- 1980, Mi ranchito
- 1982, Por donde vayas
- 1984, Mujer importante
- 1985, Con algo nuevo
- 1990, Canto a mi México y al amor
- 1990, Viejos amigos
- 1991, Para Pepe Guizar
- 1991, Interpreta..
- 1997, Simplemente María

## Filmografía parcial
- 1974, Hermanos de sangre
- 1965, El Tigre de Guanajuato
- 1965, Los tales por cuales

## TV
- 2004, Pastorelas de Navidad
- 1976, Noches Tapatías (invitada y anfitriona)
- 1970, Glücksspirale (televisión alemana)